# مفید کیائی‌نژاد
مفید کیائی‌نژاد نمایندهٔ دورهٔ نهم مجلس شورای اسلامی و عضو کمیسیون فرهنگی مجلس شورای اسلامی از حوزهٔ انتخابیهٔ ساوجبلاغ، نظرآباد و طالقان در استان البرز بود.در دوازدهمین دوره انتخابات مجلس شورای اسلامی او از حوزه انتخابیه غرب البرز ( نظرآباد ؛ ساوجبلاغ ؛ چهارباغ و طالقان ) با ۱۲۲۷۶ رأی نفر سوم شد .